# Syzygium silamense
Syzygium silamense är en myrtenväxtart som beskrevs av Peter Shaw Ashton. Syzygium silamense ingår i släktet Syzygium och familjen myrtenväxter. Inga underarter finns listade i Catalogue of Life.